# Krasimir Kochev
Krasimir Simeonov Kochev (en búlgaro: Красимир Симеонов Кочев; Pétrich, 4 de mayo de 1974-23 de enero de 1975) fue un deportista búlgaro que compitió en lucha libre.
Ganó dos medallas en el Campeonato Mundial de Lucha, plata en 2001 y bronce en 2003, y una medalla de bronce en el Campeonato Europeo de Lucha de 2005.

## Palmarés internacional
| Campeonato Mundial | Campeonato Mundial          | Campeonato Mundial | Campeonato Mundial |
| Año                | Lugar                       | Medalla            | Categoría          |
| ------------------ | --------------------------- | ------------------ | ------------------ |
| 2001               | Sofía (Bulgaria)            | Medalla de plata   | 97 kg              |
| 2003               | Nueva York (Estados Unidos) | Medalla de bronce  | 93 kg              |
| Campeonato Europeo |                             |                    |                    |
| Año                | Lugar                       | Medalla            | Categoría          |
| 2005               | Varna (Bulgaria)            | Medalla de bronce  | 120 kg             |